# 熊興麟
熊興麟（1606年—1694年），字维郊，号石儿，福建永定縣人，明朝政治人物。

## 生平
崇禎十五年（1642年）舉壬午科福建鄉試九十五名，崇禎十六年（1643年）聯捷進士。崇禎十七年（1644年）任直隶常州府宜興縣知縣。
隆武元年（清順治二年，1645年），隨隆武帝抵達福州，擔任禮部主事。隆武朝滅亡，又追隨永曆帝，任監察御史，巡按貴州。張獻忠部將孫可望寇貴陽，熊興麟滯留於黔陽縣。清兵至，逃往山中，隨即與兵部主事李芳先一同被執。清黔陽知縣勸其剃髮，興麟大罵不從，於是押往常德。順治十年（1653年）方得釋。康熙間，两次參撰《永定县志》。宅中挂自撰对联：“行好事存好心期不愧青天白日；储阴功积阴德愿常生肖子贤孙。”